# Jarząbcze Szałasiska

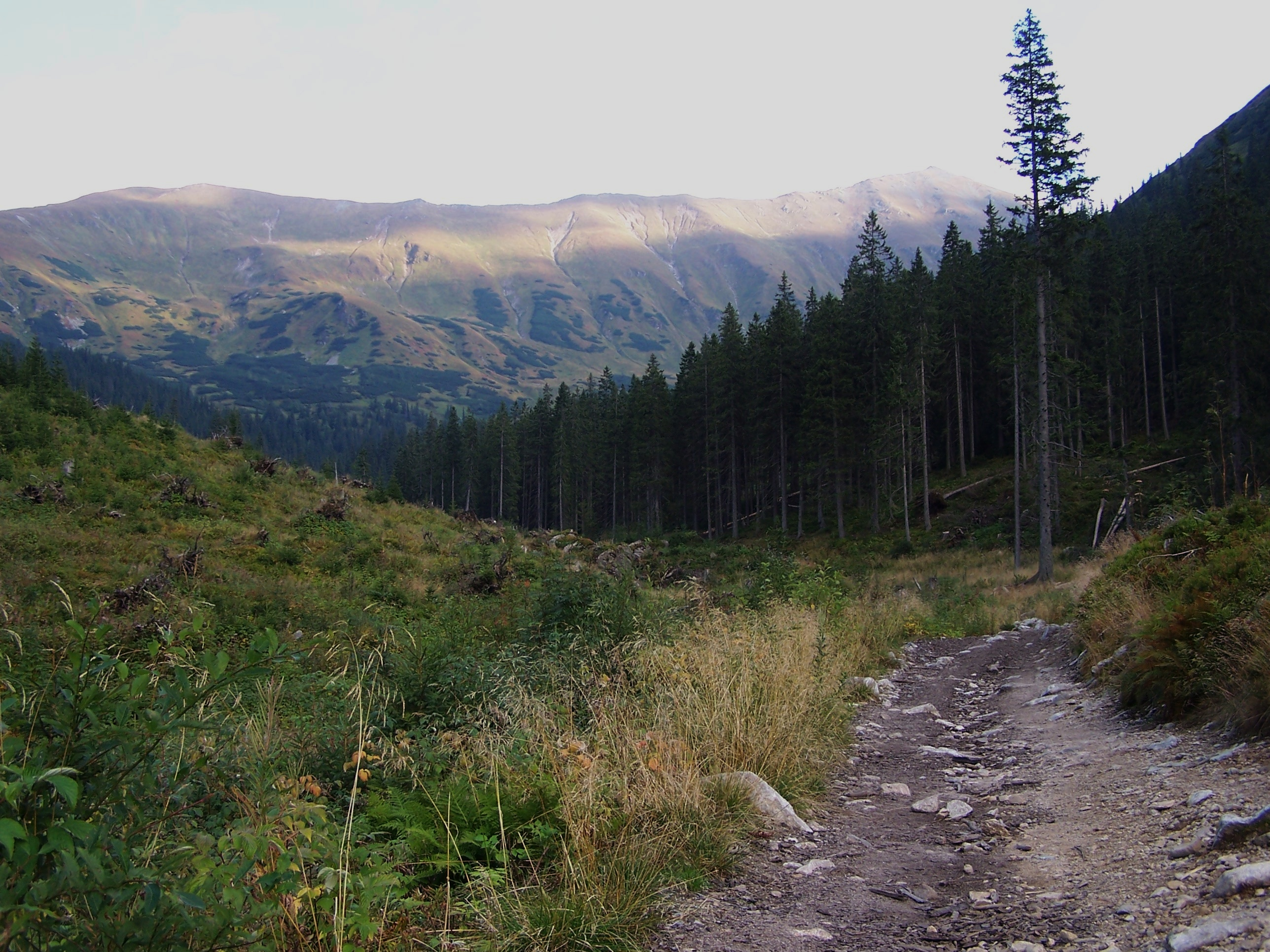
Jarząbcze Szałasiska

Jarząbcze Szałasiska – dwie niewielkie równie w Dolinie Jarząbczej w polskich Tatrach Zachodnich. Położone są na wysokości ok. 1400 m n.p.m. na wschodnim zboczu tej doliny, na zachodnich stokach Trzydniowiańskiego Wierchu, poniżej widocznych z daleka białych kwarcytowych skałek zwanych Białymi Gęsiami. Nazwa pochodzi od tego, że dawniej stały tutaj szałasy, były to bowiem tereny wypasowe Hali Jarząbczej

## Szlaki turystyczne
– czerwony, zataczający pętlę od Polany Chochołowskiej przez Wyżnią Jarząbczą Polanę i Jarząbcze Szałasiska na szczyt Trzydniowiańskiego Wierchu, stąd grzbietem Kulawca i Krowińcem do polany Trzydniówka w Dolinie Chochołowskiej.